# Velaux
Velaux é uma comuna francesa na região administrativa da Provença-Alpes-Costa Azul, no departamento de Bouches-du-Rhône. Estende-se por uma área de 25,23 km². Em 2010 a comuna tinha 8 766 habitantes (densidade: 347,4 hab./km²).